# جاده ۲۳ (ایران)
جاده ۲۳، جاده‌ای در غرب ایران است. این جاده میاندوآب را به بیجار و همدان متصل می‌کند. قسمت جنوبی جاده بسیار مهم و توریستی است زیرا همدان را به غار علی‌صدر متصل می‌کند. فاصلهٔ همدان تا غار علیصدر حدود ۶۰ کیلومتر است.